# قنفذ بري
قنفذ بري (الاسم العلمي: Erinaceus)، جنس قنافذ من فصيلة القنافذ البرية. أنواعه أربعة، تنتشر في جميع أنحاء أوروبا، وفي جميع أنحاء الشرق الأوسط، وأجزاء من روسيا، وتمتد إلى شمال الصين. تم إدخال بعض القنافذ الأوروبية إلى نيوزيلندا.